# Елегия
 Тази статия е за лирическия жанр.  За стихотворението на Христо Ботев вижте Елегия (стихотворение).  
Елегията (от старогр. ἐλεγείᾱ) е жанр в лирическата поезия, който възниква в Древна Гърция като стихотворение в дистихони (двустишия) с различно съдържание, например възхвала на граждански или военни добродетели, жалба за паднал боец. Елегия е също така произведение в този жанр, написано по повод скръбно събитие, преживяване или спомен, което често пъти изразява противоречие между идеал и действителност. Това е съвременното разбиране за елегията, което напълно се различава от смисъла, който се е влагал в Древна Гърция.

## Елегията в античната литература
Елегията произлиза от античния елегически дистих, в който първият стих е написан в хекзаметър (шестостъпник), а вторият – в пентаметър (петостъпник) по следната схема:
— ∪ ∪ | – ∪ ∪ | – ∪ ∪ || – ∪ ∪ | – ∪ ∪ | – ∪ 

— ∪ ∪ | – ∪ ∪ | – || – ∪ ∪ | – ∪ ∪ | – 
Всеки дистих изразява отделна завършена мисъл, а цялата елегия изразява размислите и впечатленията на поета от различни актуални теми и демонстрира неговата гражданска позиция и обществена ангажираност. По своя ритъм и съдържание елегията представлява своеобразен декламативен преход от епоса към лириката.
В Древна Гърция се пишат елегии с разнообразно съдържание и теми: патриотични елегии за военни успехи, размисли за политиката, елегии с нравствени поуки и философски размишления и рядко посветени на любовни преживявания. Най-старите елегии са пропити от дух на жизнерадост и бодрост. Един от най-ранните представители на жанра, Тиртей (около 7 век пр.н.е.) пише цикъла елегии „Благозаконие“, с които вдъхновява войската на Спарта на военни подвизи. Калин от Ефес също пише елегии, за да вдъхне кураж и вяра на съгражданите си, да се борят срещу кимерийците, които често нападали полиса. През 6 – 5 век пр.н.е. Теогнид пише елегии на социално-политическа тематика. Други древногръцки представители на жанра са Архилох, Мимнерм и Солон.
Няколко века по-късно, с творчеството на римските поети Албий Тибул и Проперций (1 век пр.н.е.) и Овидий (43 г. пр.н.е. – 17 г.) минорното звучене става по-характерно за елегиите, за да загубят те напълно връзката си с елегическия дистих в новата европейска поезия от епохата на Романтизма и Просвещението.
Съхранявайки редакцията си

## Елегията в новата европейска литература
Елегията в европейската литература звучи скръбно, а основните разработвани теми са несподелената любов, социалната неправда, нерадостта в живота. Неин предвестник е френският поет Пиер дьо Ронсар, а широк прием тя получава в творчеството на:
- Йохан Волфганг фон Гьоте („Римски елегии“), Хайнрих Хайне („Книга на песните“, „Романцеро“), Новалис, Фридрих Шилер (Германия),
- Алфонс дьо Ламартин („Поетически размишления“, „Поетически съзерцания“), Алфред дьо Вини (Франция),
- Джордж Байрон, Пърси Биш Шели, Алфред Тенисън (Англия),
- Алесандро Манцони (Италия),
- Василий Жуковски, Александър Пушкин, Михаил Лермонтов, Константин Батюшков, Николай Некрасов, Александър Блок, Анна Ахматова (Русия/СССР).

## Елегията в българската литература
Елегични по своето чувство са някои български народни песни като „Яна жали девет братя жетвари“, „Жалба за рожба“, „Болен Ленчо“.
В българската литература преди Освобождението елегията е широко застъпена, давайки гласност на народното страдание под политически и социален гнет. Емблематични примери са стихотворенията:
- „Елегия“, „Майце си“, „До моето първо либе“, „На прощаване“, „Обесването на Васил Левски“, написани от Христо Ботев,
- „Не пей ми се“, „Жестокостта ми се сломи“ на Петко Славейков,
- „Хубава си, моя горо“, „Преминуват годинките“ на Любен Каравелов,
- „Родно пепелище“, „Линее наш'то поколение“, „Към природата“, „Ековете“ на Иван Вазов.

След Освобождението темите в елегиите се отместват към по-личните скръбни преживявания, несподелена любов, и усещане за неудовлетвореност, пряко или косвено обусловено от обществената действителност. Примери за известни български елегии от този период са:
- „На нивата“, „Арменци“, „Заточеници“, „В часа на синята мъгла“ на Пейо Яворов,
- „Сто и двадесет души“ и „Псалом на поета“ от стихосбирката „На острова на блажените“, „Харамии“ от цикъла „Епически песни“ на Пенчо Славейков,
- „Скрити вопли“, „Аз искам да те помня все така...“ на Димчо Дебелянов,
- „Стария музикант“ на Христо Смирненски,
- „Смърт в равнините“ на Теодор Траянов,
- „Ирен“ на Емануил Попдимитров,
- „Елегия“, „Нощем“ на Димитър Бояджиев, и други.